# Koca Yusuf Pascha

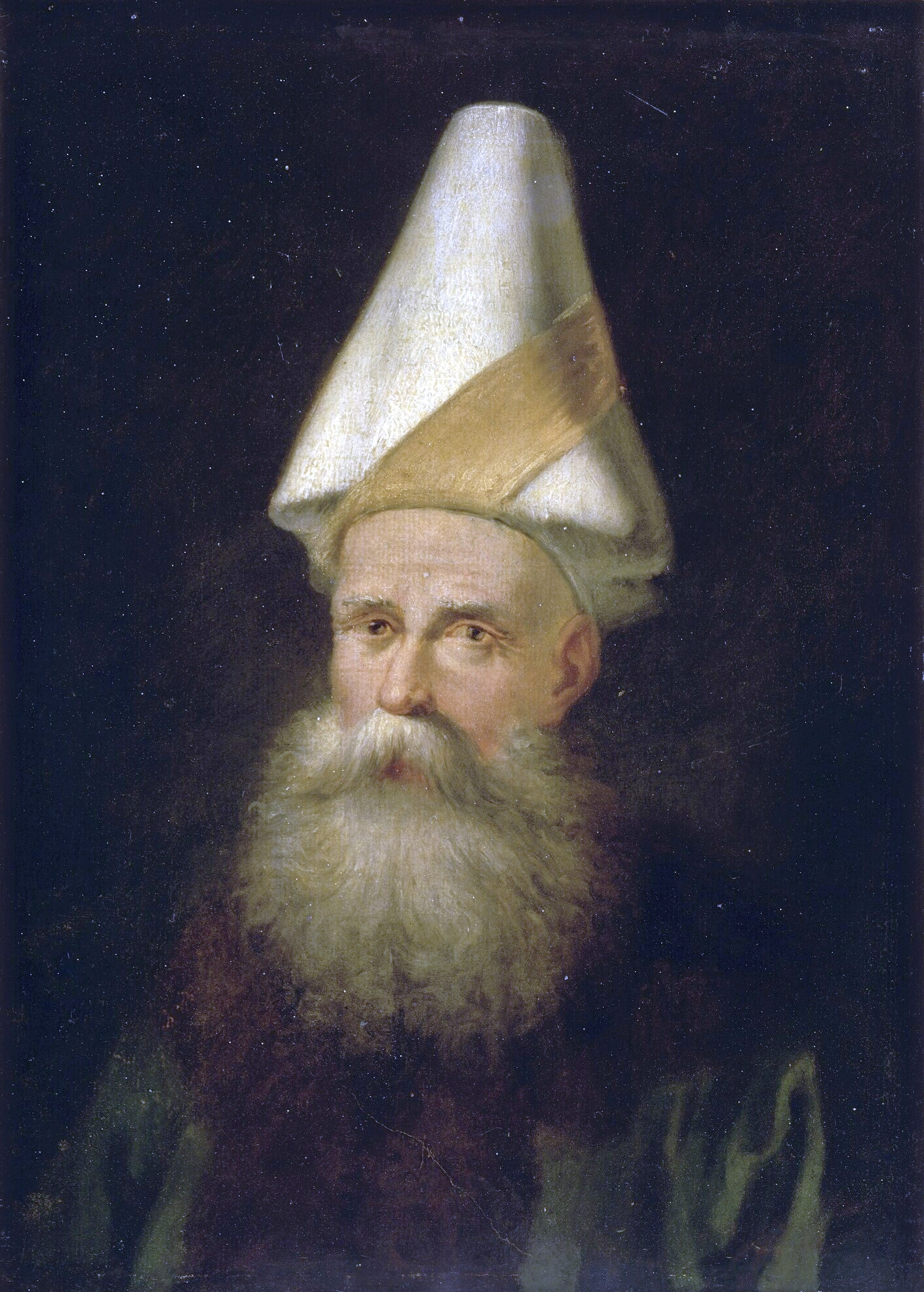
Jussuf Pascha (1788)

Koca Yusuf Pascha (arabisch/osmanisch قوجه يوسف باشا, türkisch Koca Yusuf Paşa, DMG/İA Qoǧa Yūsuf Pāša), früher eingedeutscht zumeist Jussuf Pascha (* 1730; † 1800), war ein osmanischer Politiker. Er galt als treuer Anhänger und enger Vertrauter seines politischen Ziehvaters, des Großadmirals (Kapudan Pascha) Hassan Pascha.

## Leben und Wirken
Jussuf Pascha stammte ursprünglich aus Georgien, war jedoch von Sklavenhändlern nach Istanbul verschleppt worden. Dort konvertierte er zum Islam und wurde um 1770 von Hassan Pascha, der möglicherweise ebenfalls georgischer Abstammung war, freigekauft. Hassan Pascha hatte nach der Vernichtung der osmanischen Flotte im Russisch-Osmanischen Krieg die Marine reformiert und eine neue moderne Flotte aufgebaut. Es gelang Hassan Pascha, seinen Schüler Jussuf zunächst als Oberhofmeister unterzubringen, dann 1785 zum Statthalter von Morea (Eyālet-i Mōrâ, Peloponnes) ernennen zu lassen und ihn schließlich im Januar 1786 dem Sultan-Kalifen Abdülhamid I. als neuen Großwesir des Osmanischen Reiches anzuempfehlen.

### Erstmals Großwesir
Als Großwesir zählte Jussuf Pascha (wie schon sein Vorgänger Schahin Ali Pascha, ebenfalls Georgier) zur russlandfeindlichen Kriegsfraktion der „Falken“ am Hof des Sultans. Nachdem Russland den 1774 geschlossenen Frieden von Küçük Kaynarca wiederholt gebrochen hatte (Angliederung des Krim-Khanats und Georgiens, Missachtung der vereinbarten Sonderrechte für die krimtatarisch-muslimische Volksgruppe, Aufbau einer russischen Schwarzmeerflotte in Sewastopol), drängten der Großadmiral und der Großwesir den Sultan, der bis dahin unter dem Druck der übrigen europäischen Großmächte auf Gegenmaßnahmen verzichtet hatte, 1787 zum Krieg gegen Russland. Infolge des russisch-österreichischen Bündnisses griff auch die österreichische Habsburgermonarchie in den Krieg ein. Das Osmanische Reich wiederum verbündete sich mit Schweden gegen Russland, Russland wiederum mit Dänemark gegen Schweden. Schweden griff 1788 Russland an, und an der Spitze der osmanischen Truppen drang Jussuf Pascha in österreichisches Gebiet ein. Er schlug die Österreicher im August 1788 bei Mehadia sowie im September 1788 bei Slatina im Banat, zwang sie zum Rückzug von Karánsebes und drang bis Lugoj vor; bei Winteranbruch musste er sich jedoch wieder zurückziehen. Im Frühjahr 1789 nahm er den Feldzug gegen die Österreicher wieder auf und drang in Siebenbürgen ein. Im April 1789 starb jedoch Sultan Abdülhamid, und dessen Nachfolger Selim III. beorderte Jussuf nicht nur zurück, sondern setzte ihn im Mai 1789 auch als Großwesir ab. Jussuf Pascha blieb zunächst noch Serasker (Oberbefehlshaber), wurde aber nach seiner Niederlage bei Mehadia im August 1789 auch von diesem Posten abberufen.

### Kapudan Pascha
Jussufs Nachfolger Kethüda Hassan Pascha stand ihm an Talent und Erfahrung weit nach und wurde von den Österreichern geschlagen, die im Gegenzug Belgrad eroberten. Ende 1789 wurde an Kethüdas Stelle Großadmiral Hassan Pascha zum Großwesir berufen, und Jussuf Pascha wurde offenbar kurzzeitig dessen Nachfolger als Großadmiral (Kapudan Pascha). Einige Historiker konstatierten von diesem Zeitpunkt an Gegensätze zwischen Jussuf Pascha und Hassan Pascha.

### Erneut Großwesir
Nach Hassans Tod (März 1790) und dem Ausscheiden Schwedens aus dem Krieg wurde die Situation für die Osmanen kritisch. Da Frankreich, traditioneller Verbündeter der Pforte, durch die Französische Revolution mit eigenen Problemen beschäftigt war, schloss die Pforte ein Offensivbündnis mit Preußen (und Polen). Preußens König Friedrich Wilhelm II. drängte Sultan Selim III. zur Absetzung des seit Hassans Tod amtierenden Großwesirs und zur Wiedereinsetzung Jussuf Paschas als Großwesir und Oberbefehlshaber, und im Februar 1791 wurde Jussuf Pascha tatsächlich erneut zum Großwesir ernannt. Mit diplomatischer Hilfe Großbritanniens und der Niederlande hatte Preußen zwar nach Dänemark auch Österreich zum Ausscheiden aus dem Krieg gezwungen (Reichenbacher Konvention, Waffenstillstand von Giurgiu, Frieden von Sistowa), Russland jedoch setzte den Krieg fort, und auf das vereinbarte militärische Vorgehen Preußens gegen Russland warteten die Osmanen vergeblich. Jussuf Pascha mobilisierte derweil wie vereinbart ein neues Heer und konnte die vordringenden Russen trotz einer Niederlage bei Galați zunächst aufhalten. Allein gelassen, sah sich Jussuf Pascha aber nach der Niederlage in der Schlacht von Măcin im August 1791 gezwungen, die russischen Waffenstillstandsbedingungen zu akzeptieren (Vorfrieden von Galați). Nach der Unterzeichnung des Friedens von Jassy im Januar 1792 wurde Hassan Pascha im Mai 1792 schließlich endgültig abberufen. Anders als sein Vorgänger wurde er nicht hingerichtet, sondern nur ins entlegene Dschidda verbannt. Auf dem Weg dorthin befand er sich im September 1793 noch in Bursa, von wo aus er sich für ein Bündnis des Osmanischen Reiches mit der Französischen Republik einsetzte.